# 咏祷司铎班宫

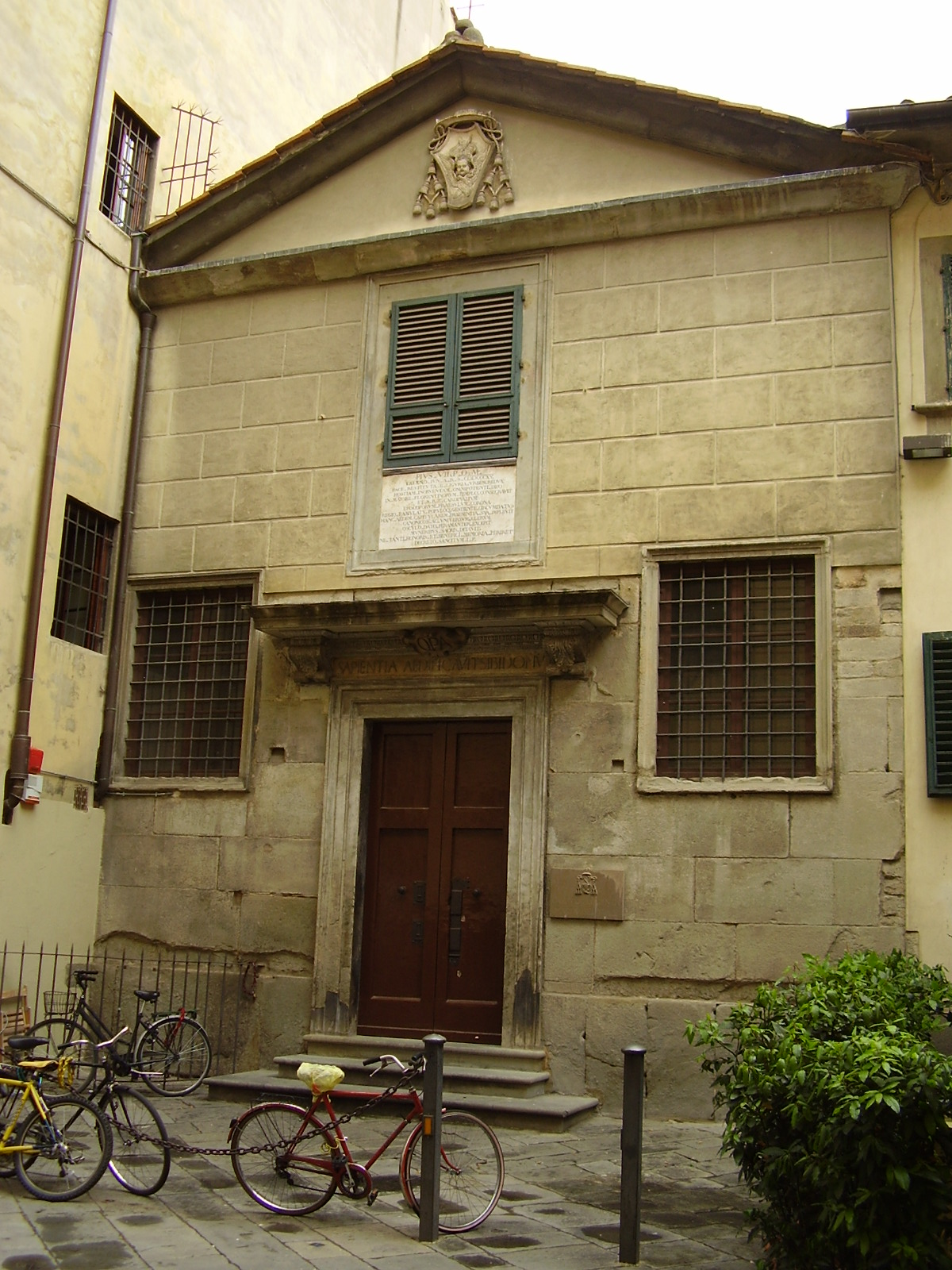
咏祷司铎班广场

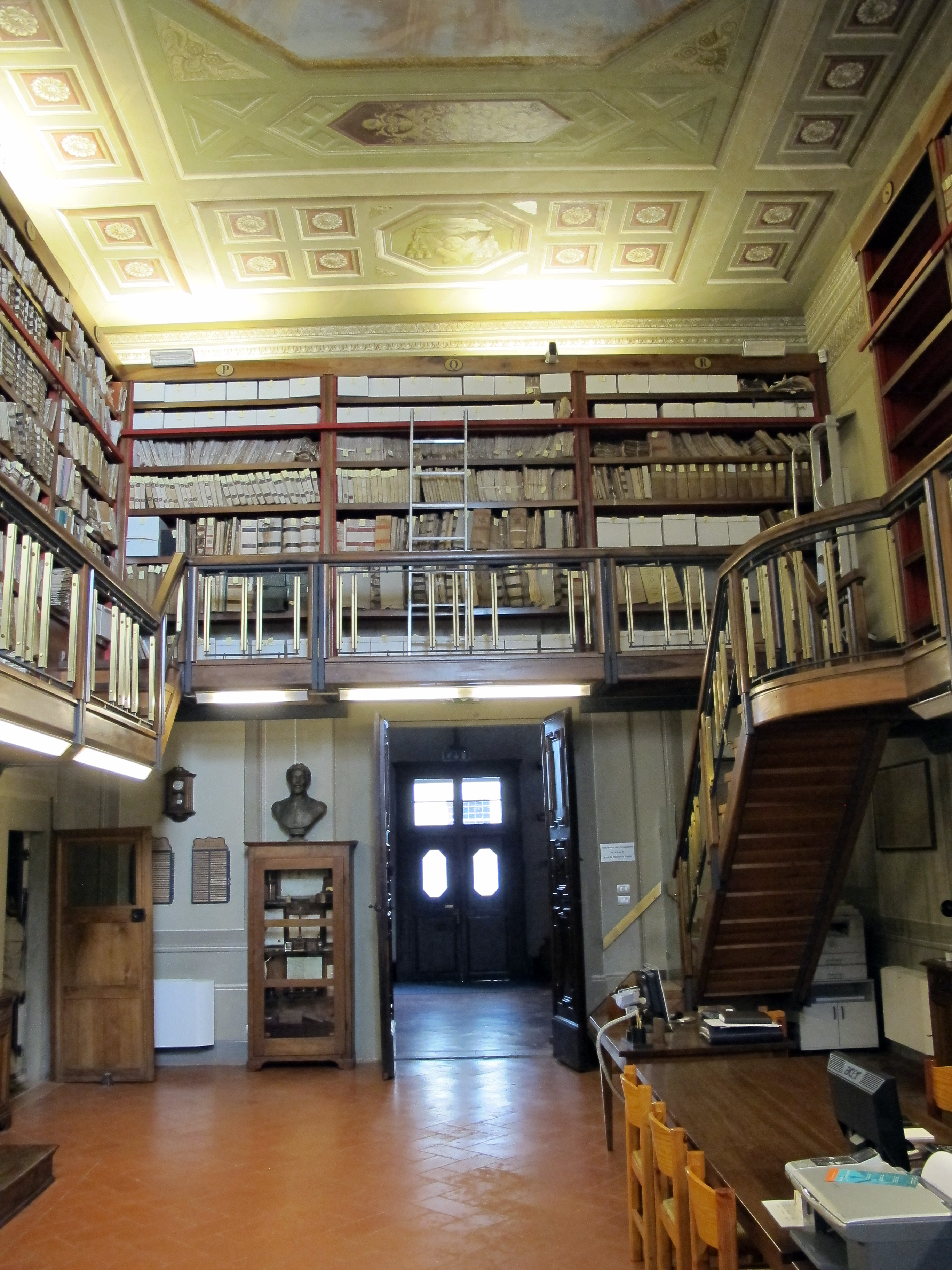
内部

咏祷司铎班宫（Palazzo del Capitolo dei Canonici）是意大利佛罗伦萨的一座历史建筑，位于市中心的咏祷司铎班广场（piazza del Capitolo），靠近圣母百花大教堂以及主教座堂广场。
其历史可以追溯到公元962年4月9日。
立面上的拉丁文牌匾记载说，庇护七世曾在1815年6月1日，从热那亚处理和平事物返程时，访问了咏祷司铎班宫。